# دلقک (فیلم ۱۹۳۱)
«دلقک» (انگلیسی: The Clown) انیمیشن کارتونی کوتاهی از سری اسوالد، خرگوش خوش‌شانس محصول ۱۹۳۱ است.